# Indian Creek (Florida)
Indian Creek es uno islote y una villa ubicada en la bahía Vizcaína en el condado de Miami-Dade en el estado estadounidense de Florida. En el Censo de 2010 tenía una población de 86 habitantes y una densidad poblacional de 70,2 personas por km².

## Geografía
Indian Creek se encuentra ubicada en las coordenadas 25°52′42″N 80°8′14″O / 25.87833, -80.13722. Según la Oficina del Censo de los Estados Unidos, Indian Creek tiene una superficie total de 1.23 km², de la cual 1.11 km² corresponden a tierra firme y (9.3%) 0.11 km² es agua.

## Demografía
Según el censo de 2010, había 86 personas residiendo en Indian Creek. La densidad de población era de 70,2 hab./km². De los 86 habitantes, Indian Creek estaba compuesto por el 98.84% blancos, el 0% eran afroamericanos, el 0% eran amerindios, el 1.16% eran asiáticos, el 0% eran isleños del Pacífico, el 0% eran de otras razas y el 0% pertenecían a dos o más razas. Del total de la población el 27.91% eran hispanos o latinos de cualquier raza.
El propietario de una de las mansiones es el cantante español Julio Iglesias.